# 地名字音転用例
『地名字音転用例』（ちめいじおんてんようれい）は、本居宣長が著した語学書。古代日本の地名を『古事記』『万葉集』『六国史』『和名類聚抄』国郡部『延喜式神名帳』から諸例を抜き出し、法則を見出して分類例示したものである。

## 概要

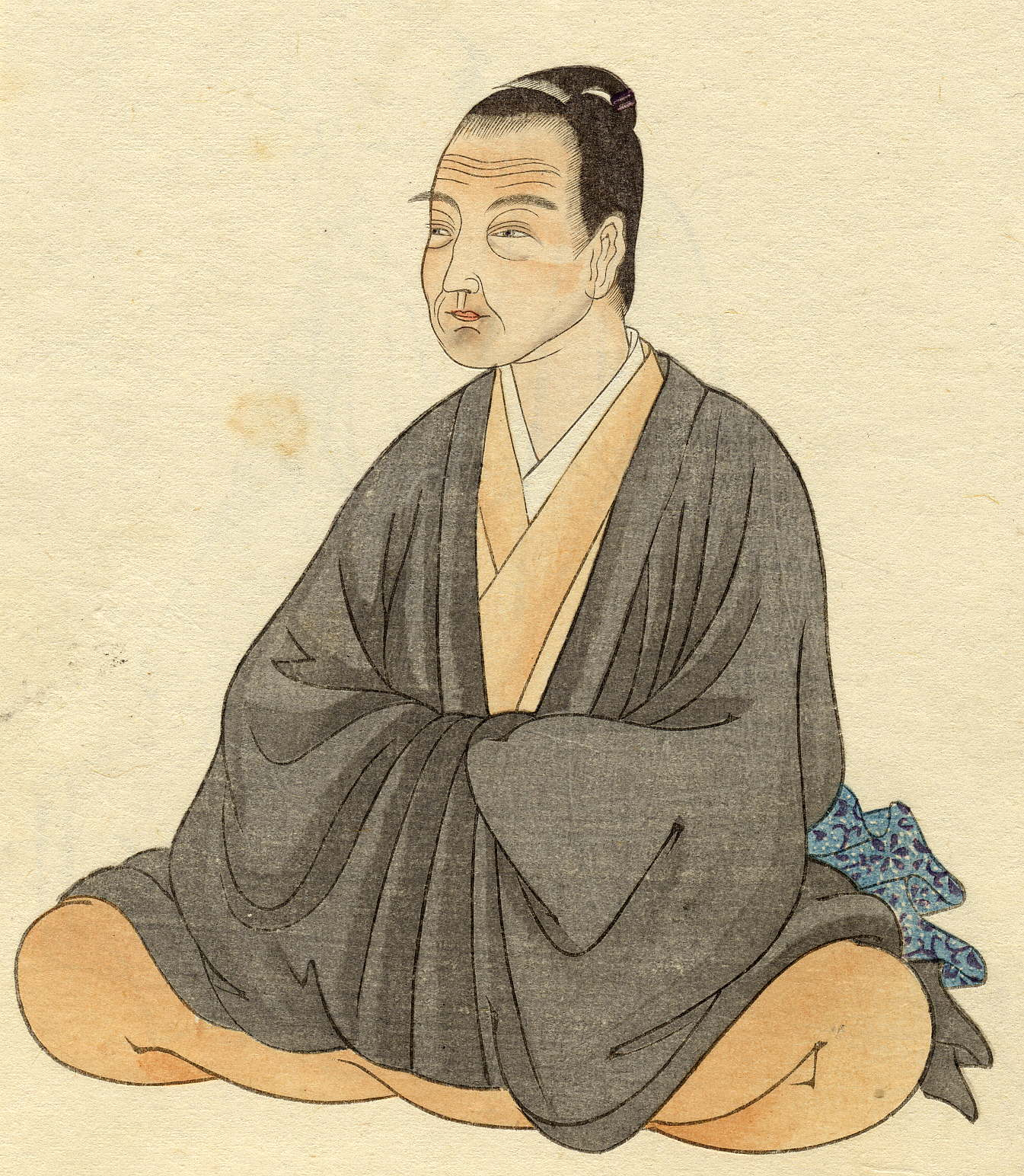
宣長が本書の中心に据えているのは「いかにして漢字の韻尾を地名の表記に利用したか」である。

寛政12年（1800年）刊。宣長の晩年の著作である。版元は名古屋本町通七丁目永楽家東四郎。
初めに宣長は「古代日本の地名表記に漢字音との不一致が著しいのは、主に和銅6年（713年）好字二字令周辺の政策によって諸国の地名が半ば強引に漢字2字で書き表された結果に由来しており、一見すると不審な表記も一定の法則によって転用されている」と説いており、その上で転用の具体例が示されている。なお、古代の地名については『古事記雑考』でも取り上げており、それからは少し遅れて『地名字考』を書き、これの改訂補正が本書とされる｡

## 分類
（）内に現代的理解を付した。
ウ韻のカ行への転用（/-ŋ/韻尾への母音付加）
- ウ韻→ガ - 相模（さがむ）、相楽（さがらか）、香美（かゞみ）、伊香（いかゞ）
- ウ韻→ギ - 愛宕（おたぎ）、宕野（たぎの）、余綾（よろぎ）、久良（くらぎ）、美嚢（みなぎ）、当麻（たぎま）、布当（ぬたぎ）
- ウ韻→グ - 望多（うまぐた）、勇礼（いくれ）、香山（かぐやま）
- ウ韻→ゴ - 伊香（いかご）、愛宕（あたご）

ン韻のマ行への転用（/-m/韻への母音付加）
- ン韻→マ - 伊参（いさま）、男信（なましな）
- ン韻→ミ - 夷灊（いじみ）、安曇（あづみ）、美含（みぐみ）、玖潭（くたみ）、美談（みたみ）、志深（しゞみ）、印南（いなみ）、和蹔（わざみ）、旻楽（みみらく）
- ン韻→メ - 南佐（なめさ）

ン韻のナ行への通用（/-n/韻尾への母音付加）
- ン韻→ナ - 信濃（しなの）、因幡（いなば）、員弁（ゐなべ）、引佐（いなさ）、雲梯（うなで）、男信（なましな）
- ン韻→ニ - 丹波（たには）、乙訓（おとくに）、遠敷（をにふ）、養訓（やまくに）、難波（なには）
- ン韻→ヌ - 讃岐（さぬき）、散吉（さぬき）、敏馬（みぬめ）、汶売（みぬめ）、珍（ちぬ）
- ン韻→ネ - 雲飛（うねび）
- ン韻→ノ - 信夫（しのぶ）、信太（しのだ）、民太（みのだ）

ン韻のラ行への転用（/-n/韻尾を/r/として母音付加）
- ン韻→ラ - 讃良（さらゝ）
- ン韻→リ - 播磨（はりま）、平群（へぐり）、八信井（はしりゐ）
- ン韻→ル - 駿河（するが）、群馬（くるま）、敦賀（つるが）、訓覇（くるへ）、訓覓（くるべき）

入声フ韻の同行への転用（/-p/韻尾への母音付加）
- フ韻→ハ - 愛甲（あゆかは）、邑楽（おはらき）、雑太（さはだ）、伊雑（いざは）、蘇甲（そかは）、合志（かはし）
- フ韻→ヒ - 揖保（いひほ）、姶羅（あひら）、給黎（きひれ)、邑代（いひしろ）、雑賀（さひか）
- フ韻→ホ - 邑知（おほち）、邑久（おほく）、法吉（ほゝき）

入声ツ韻の同行への通用（/-t/韻尾への母音付加）
- ツ韻→タ - 設楽（しだら）、達良（たゝら）、忽美（くたみ）
- ツ韻→チ - 秩父（ちゝぶ）
- ツ韻→テ - 伊達（いだて）
- ツ韻→ト - 乙訓（おとくに）、葛餝（かとしか）、物理（もとろゐ）、佳質（かしと）、益必（やけひと）

入声キ韻の同行への通用（/-k/韻尾への母音付加）
- キ韻→カ - 葛餝（かとしか）、色麻（しかま）、餝磨（しかま）

入声ク韻の同行への通用（同上）
- ク韻→カ - 美作（みまさか）、相楽（さがらか）、安宿（あすかべ）、各務（かゞみ）、筑摩（つかま）、安積（あさか）、尺度（さかど）、覚志（かゞし）、託羅（たから）、博多（はかた）、伯太（はかた）、阿理莫（ありまか）
- ク韻→キ - 益頭（やきづ）、邑楽（おはらき）、佐伯（さへき）、揖宿（いふすき）、筑湯（つきや）、信楽（しがらき）
- ク韻→ケ - 益必（やけひと）

イ韻のヤ行への通用（/-i/韻尾を半母音/j/としての母音付加）
- イ韻→ヤ - 拝師（はやし）、拝慈（はやし）、拝志（はやし）
- イ韻→ユ - 愛智（あゆち）、愛甲（あゆかは）

ア行の同行への通用
- 英虞（あご）、英多（あいた）、英賀（あが）、愛智（えち）、愛宕（おたぎ）、邑楽（おはらき）、邑美（おふみ）、邑知（おほち）、邑久（おほく）

カ行の同行への通用
- 菊池（くゝち）、菊麻（くゝま）、美含（みぐみ）、忽美（くたみ）、感口（こむく）

サ行の同行への通用
- 設楽（しだら）、安宿（あすかべ）、宿久（すくゝ）

タ行の同行への通用
- 筑紫（つくし）、綴喜（つゝき）、筑波（つくは）、安曇（あづみ）、筑摩（つかま）、敦賀（つるが）、筑摩（つくま）、託馬（つくま）、筑夫島（つくぶすま）

ナ行の同行への通用
- 寧楽（なら）

ハ行の同行への通用
- 阿拝（あへ）、安倍（あへ）、佐伯（さへき）、訓覇（くるべ）、覇多（？）、多配（たへ）

マ行の同行への通用
- 相模（さがむ）、各務（かゞみ）、巻向（まきむく）、高向（こむく）

ヤ行の同行への通用
- 塩冶（やむや）、勇礼（いくれ）

ラ行の同行への通用
- 等力（とゞろき）

雑（くさ／＼゛）の転用
- 伯耆（はゝき）、対馬（つしま）、鳳至（ふゝし）[注釈 1]、大伯（おほく）、早良（さはら）、等力（とゞろき）、宇納（うなみ）、漆沼（しゝぬ）、物理（もとろゐ）、賀集（かしを）、志筑（しつな）、甲知（かくち）、考羅（かわら）、新益（にひき）、各羅（かわら）、任那（みまな）

韻（ひゞき）の音の字を添へたる例（前音節と同じ母音の付加）
- 紀伊（き）、基肄（き）、渭伊（ゐ）、斐伊（ひ）、毘伊（ひ）、都宇（つ）、由宇（ゆ）、頴娃（え）、弟翳（せ）、宝飫（ほ）、囎唹（そ）、呼唹（を）、斗意（と）、覩唹（と）、都唹（と）

字を省ける例
- 武蔵□（むざし）、但□馬（たぢま）、美□作（みまさか）、安宿□（あすかべ）、丹□比（たぢひ）、安八□（あはちま）、登□米（とよめ）、知夫□（ちぶり）、英□太（あがた）[注釈 2]、挙□母（ころも）、都賀□（つがは）、養□訓（やまくに）、信□楽（しがらき）

## 解説
前半の現象は、現代的な理解においては、中国における一音節としての漢字音について、その有韻尾字に直接諸母音を下接することで二音節に用いた、いわゆる二合仮名とされる用法である。本居宣長自身も中国音での入声の末尾が日本ほど明瞭でない点は理解していたが、本書では、中国音にすでに/u,i/を下接し二音節として定着した日本漢字音を念頭に置き、その二音節目の母音を他の母音に転じ用いた現象と解していることに注意する必要がある。「入声フ韻→フ」のような一般的な日本漢字音と符合する用法に言及していないのはこのためである。そして、五十音図において同行の間での交代を「通用」、他行に渡るものを「転用」と使い分けている。
本書で/-n,-m/韻がン韻として括られていることなどを根拠に、従来宣長はン韻の/-n,-m/の別を認識していなかったと考えられてきており、この点は後に東条義門『男信』等にて反証された。しかし、『漢字三音考』等宣長の他の著作には/-n,-m,-ŋ/韻について触れた記述もあり、違いを認識していたことは明らかである。本書で「ン韻→ム」の項を置かず「ン韻→ヌ」の項を置いた意図も含め、宣長がどのような認識、意図を持っていたかについては見解が定まっていない。

## 影印・翻刻
- 『本居宣長全集』第5巻、筑摩書房、1970年9月。ISBN 4-480-74005-8
- 『漢字三音考・地名字音転用例』勉誠社〈勉誠社文庫67〉、1979年8月。